# Webenszenu
Webenszenu (wbn-snw) ókori egyiptomi herceg a XVIII. dinasztia idején; II. Amenhotep fia.
Minmosze karnaki munkafelügyelő szobrán említik a karnaki templomban, Nedzsem nevű fivérével együtt (a szobor ma Kairóban található, leltári szám CG 638). Webenszenu gyermekként meghalt, és apja sírjába temették (Királyok völgye 35), ahol a neki tulajdonított múmia (egy kb. tízéves kisfiú múmiája) jelenleg is található. A sírban megtalálták kanópuszedényeit (CG 5031) és usébtijeit (CG 24269–24273) is; ezek a kairói Egyiptomi Múzeumba kerültek.